# شیار سینوس عرضی
در جمجمه انسان، از دو سوی برجستگی درونی استخوان پس‌سری، دو شیار (ناودان) وسیع به صورت عرضی به سمت زوایای طرفی امتداد می‌یابد به نام شیار سینوس عرضی (انگلیسی: Groove for transverse sinus) . به لبه‌های این دو شیار عرضی، چادر مخچه می‌چسبد.